# 노은동 유적
노은동 유적(老隱洞 遺蹟)은 대전광역시 유성구 노은동에 있는 선사시대의 유적이다. 1999년 5월 26일 대전광역시의 기념물 제38호로 지정되었다.

## 개요
대전광역시 유성구 노은동의 택지개발지구내 공원조성 예정지역의 낮은 언덕에 분포하고 있는 청동기시대 및 원삼국시대의 유적이다.
이 유적은 지표면에 이미 집자리 유적이 노출되어 있는 경우도 있었으며, 발굴조사에 의하면 유적들의 밀집도가 그리 높지 않은 것으로 확인되었다. 청동기시대 집자리 유적은 언덕 방향을 따라 12기가 확인되었고, 언덕 북쪽 끝부분에서 송국리형 원형주거지 1기와 사각형주거지 1기가 조사되었다. 형태는 평면 사각형으로 평지 위에 직접 기둥을 세운 구조이며, 겹아가리토기(이중구연토기)와 구멍무늬토기(공열토기)가 출토되었다.
원삼국시대 유적은 구릉을 중심으로 평면 사각형 또는 직사각형의 주거지 14기와 지상가옥으로 추정되는 복잡한 구조의 유적이 조사되었다.

## 참고 자료
- 노은동유적 - 국가유산청 국가유산포털